# Lieinix lala turrenti
La mariposa conejita (Lieinix lala turrenti) pertenece a la familia de las mariposas saltarinas Pieridae.

## Descripción
Antenas de color negro, así como el tórax, cabeza y abdomen en su vista dorsal. Ventralmente los palpos pelos grises  así como el tórax; el abdomen es de color amarillo. Las alas anteriores en su vista dorsal son de color negro  aguzadas en el ápice; termen con arco y torno redondo. Se localizan tres puntos con escamas de color azul muy claro. Dispuestas así: uno cerca de la vena superior de la cedula discal y otro por la vena M2 cerca de donde termina la célula discal y el tercero dentro de la célula CU1.   Las alas posteriores son de color negro en su vista dorsal, con un negro más oscuro a partir de la vena inferior de la célula discal, lo demás del alas es de color café claro. Entre la vena M3 y Cu1 y Cu 1 y CU2, Cu2 y A2, presentan escamas azules formando una mancha. Ventralmente son cafés con reflejos en el ala posterior con algunas manchas amarillas inter-venales desde la vena CU1 hasta el margen interno. cerca de la vena humeral presenta un punto amarillo en cada ala.

## Distribución
Endémica del Suroeste de Chiapas (Soconusco III), México. 

## Hábitat
Los únicos ejemplares que se conocen son del Soconusco, Chiapas. Se desconoce casi en su totalidad su biología.

## Estado de conservación
NOM-059-SEMARNAT-2010: No listada. CITES: No listada. IUCN: No listada.